# Oriol Alamany i Sesé
Oriol Alamany i Sesé (Barcelona, 1958) és un fotògraf català reconegut per les seves fotografies i reportatges sobre temes de natura i de viatges. Els motius que inspiren la seva obra fotogràfica són el món natural, els viatges i els vestigis d'antigues civilitzacions.
Ha publicat les seves fotografies en diversos llibres i també en nombroses revistes, com National Geographic, Lonely Planet, BBC Wildlife, GEO, Altaïr, Descobrir, o Rutas del mundo, entre d'altres, i diaris (El País, La Vanguardia, Avui, El Periódico i The Guardian).

## Biografia
Alamany va estudiar biologia i disseny gràfic, però a la dècada del 1970 va començar a fer fotografies, treballant en aquest camp a partir de la dècada següent.
Des de 1984 ha recorregut el món fotografiant diversos països africans (Marroc, Sud-àfrica, Kenya, Botswana, Egipte, Namíbia i Zimbàbue), Amèrica (Argentina, Canadà, Xile, illes Malvines, Estats Units), Àsia (Turquia, Índia, Jordània, Nepal, Iemen), Europa (Àustria, França, Itàlia, Regne Unit, Suïssa) i Austràlia. A casa nostra s'ha centrat principalment en els Pirineus, les Balears i els parcs nacionals.
Ha col·laborat en el guardonat programa de Catalunya Ràdio "Els viatgers de la Gran Anaconda", presentat per Toni Arbonés, amb una secció dedicada a la fotografia de viatges.
El 2010 va participar com a presentador del capítol sobre Sant Maurici al programa de TV3 "El paisatge favorit de Catalunya".
A partir de gener de 2011 Canal 33 emet el programa Fotografies, que presentarà Antoni Tortajada, dedicat a diversos fotògrafs, tant històrics com contemporanis, entre els quals s'hi troba Oriol Alamany.
És membre fundador de les entitats DEPANA (Lliga per a la Defensa del Patrimoni Natural) i AEFONA (Asociación Española de Fotógrafos de Naturaleza).

## Llibres publicats
- 1997: Fotografiar la naturaleza (Editorial Planeta)[8][9]
- 1997: Fotógrafos de la naturaleza (SEO-BirdLife)[10]
- 2001: Viajar con tu cámara (Península)[11]
- 2001: Aigüestortes (Símbol Editors)[12]
- 2003: Parques Nacionales de España (Lynx Edicions)[13][14]
- 2006: Aran, natura i cultura (Símbol Editors)[15][16][17]
- 2007: La pell de Catalunya, amb Kim Manresa (La Magrana-National Geographic)[18][19]
- 2007: Itinerarios por los Pirineos (Lynx Edicions)[20]

## Premis i reconeixements
- 1983: 1r Premi Foto Natura-Kodak
- 1987: 2n Premi Natura FotoPres
- 1988: 3r Premi Natura FotoPres
- 1989: 2n Premi II Biennal de Fotografia de Barcelona
- 1994: Premi Mountain Wilderness, al Festival Internacional de Cinema de Muntanya Vila de Torelló
- 1994: Premi Millor documental espanyol, al Festival Internacional de Cinema de Muntanya Vila de Torelló
- 1994: Premi Alimara CETT
- 1999: Premi Bandera Europea de Medio Ambiente, pel llibre Fotografiar la naturaleza
- 2004: Premi Pica d'Estats, a la trajectòria[21]
- 2007: Premi Pica d'Estats, de Reportatge Fotogràfic[22]
- 2007: Premi Images of the Year Award, de Naturescapes.net[23]
- 2009: Dos premis al certàmen European Wildlife Photographer of the Year, de la GDT

## Exposicions
- 1979: "Flash d'Hivern" (col·lectiva), Correu Català, Barcelona
- 1982: "Parc Natural Sant Llorenç" (col·lectiva), Terrassa
- 1983: "Fotonatura-Kodak" (col·lectiva), Madrid
- 1985: "Bienal de Creacions Culturals Juvenils de l'Europa Mediterrània" (col·lectiva) a Transformadors, Barcelona
- 1987: "FotoPres" (col·lectiva), "la Caixa", Barcelona
- 1988: "FotoPres" (col·lectiva), "la Caixa", Barcelona
- 1989: "Biennal de Fotografia de Barcelona" (col·lectiva), Caixa de Barcelona, Barcelona
- 1991-92: "Fotosfera" (col·lectiva), Museu de la Ciència de Barcelona, Barcelona
- 1992: col·lectiva, a la sala d'exposicions de Casanova Profesional, Barcelona
- 1992: "Exponaturaleza Imagina" (col·lectiva), Almeria
- 1993: "Terra Australis" (individual), a la sala d'exposicions de Casanova Profesional, Barcelona
- 1995: "Terra Australis" (individual), a la sala d'exposicions de Caixa Tarragona, Flix
- 1996: "Terra Australis" (individual), al Parc Natural del Delta de l'Ebre, Deltebre
- 1998: "Destellos de África" (individual), a la III Biennal Olot Fotografia, sala Racó de l'Art, Olot[24]
- 1999: "Un año en los Pirineos" (col·lectiva), al centre cultural de Gràcia, Barcelona
- 2005: "Parcs Nationals" (individual), al Grandeur Nature Festival al Châteaux Royal, Cotlliure (Rosselló)
- 2007: "Retalls de Rapa Nui" (individual), a Asmat, Barcelona
- 2008: "Retalls de Rapa Nui" (individual), a la Mostra Internacional Olot-Fotografia[25]
- 2009: "Objectiu Gavarres" (individual), al Centre Cultural La Fàbrica de Celrà[26][27]
- 2010: "Objectiu Gavarres" (individual), al Museu del Suro de Palafrugell[28][29]
- 2010: "Objectiu Gavarres" (individual), al Castell de Benedormiens de Castell d'Aro[30][31][32]